# Шарнгадхара-самхита
«Шарнгадхара-самгита» (англ. Çârngadhara-saṃhitā) — индийский средневековый медицинский трактат небольшого формата. Авторство приписывается Шарнгадхаре.
Судя по многочисленным изданиям, довольно сильно, однако, разнящимся друг от друга (подобно рукописям), «Шарнгадхара-самгита» продолжает быть читаемой в Индии.

## Датирование
Историк индийской медицины Дутт (1834—1884) относит этот трактат к магометанской эпохе, потому что в тексте упоминаются в качестве лекарств опиум и некоторые другие средства, появившиеся у индусов в это время.
Издатель «Шарнгадхара-самгиты» Дживанрам указывает, что трактат часто цитируется медицинскими писателями XVI века, а сам текст пользуется авторами X века.
Грирсон относит трактат приблизительно к 1500 г., но раз к нему существует комментарий Вопадевы, жившего около 1300 года, то Шарнгадхара должен был жить не позже XIII века.

## Содержание
Это краткое руководство по терапии (Аюрведа) трактует:
- о мере и весе, свойствах лекарств, влиянии времён года, диагнозе и прогнозе, действии лекарств, анатомии и физиологии, эмбриологии, видах и подразделениях болезней; в главе о диагнозе подробно описывается исследование пульса и т. д.;
- о декоктах (отварах), кашицах, настойках, холодных средствах, тестообразных лекарствах, порошках, пилюлях, масляных вытяжках, ликёрах, обращении в порошок золота и других металлов, ртутных препаратах;
- об обыкновенных методах лечения.

## Издания
Лучшее издание — Прабхурама Дживанрама (Prabhu-ram Jivan-ram; Бомбей, 1891).